# ایتور گارسیا
ایتور گارسیا (انگلیسی: Aitor García؛ زادهٔ ۲۵ مارس ۱۹۹۴) بازیکن فوتبال اهل اسپانیا است.
از باشگاه‌هایی که در آن بازی کرده‌است می‌توان به باشگاه فوتبال رکریتیوو اوئلوا، باشگاه فوتبال سلتاویگو، باشگاه فوتبال اسپورتینگ خیخون، و باشگاه فوتبال کادیس اشاره کرد.